# Hans van Norden

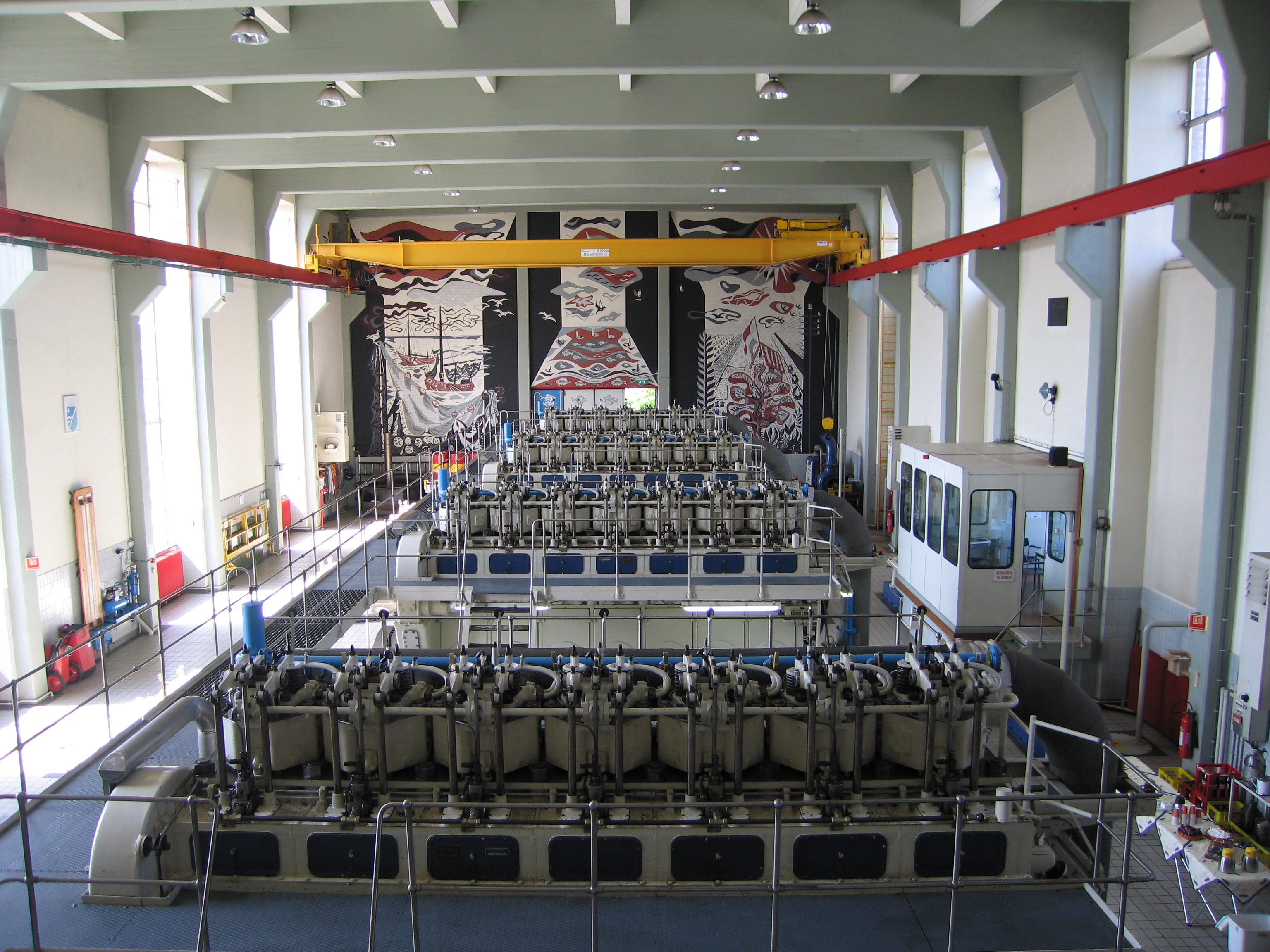
Gemaal Wortman

Hans van Norden (Bussum, 3 december 1915 - Amsterdam, 1 juli 2011) was een Nederlands schilder, monumentaal kunstenaar en academiedocent.

## Leven en werk
Van Norden was een zoon van kunstenaar Willem van Norden en Bets Hakkert. Het gezin woonde vanaf 1923 in Gouda, waar vader de artistieke leiding kreeg over de fabriek van Goedewaagen. In 1934 verhuisde Hans van Gouda naar Amsterdam. Hij werd er opgeleid aan de Rijksakademie van beeldende kunsten als leerling van onder anderen Johannes Hendricus Jurres en Heinrich Campendonk. Hij maakte onder meer schilderijen, mozaïeken en wandschilderingen en werkte ook met keramiek, glas en textiel. Hij maakte onderweg notities en schetsen, het schilderen deed hij in zijn atelier. Naast kunstenaar was hij als leraar verbonden aan de Akademie tot opleiding van tekenleraren in Tilburg.
Van Norden was op meerdere terreinen actief. In 1945 richtte hij met Hans Snoek en Nicolaas Wijnberg het Scapino Ballet op. Ruim twintig jaar lang ontwierp hij decors en kostuums voor onder meer het Scapino Ballet, het Rotterdams Toneel en De Nederlandsche Opera. Met Wijnberg en Theo Kurpershoek stond hij aan de wieg van schildersgroep De Realisten (1948), die zich afzette tegen de abstractie en expressieve figuratieve kunst wilde ontwikkelen. Kunstenaars als Kees Andrea en Lex Horn sloten zich bij de groep aan. In 1952 werd Horn eerste voorzitter en Van Norden secretaris van de Vereniging van Beoefenaars der Monumentale Kunsten. Samen met Wijnberg was Van Norden belast met de vormgeving van het in 1957 gestarte literair tijdschrift Tirade. Van Norden was ook betrokken bij Kabinet Floret (1959-1966), een kunstgalerie aan de Nieuwezijds Voorburgwal in Amsterdam, waar Harry op de Laak, Van Norden en Wijnberg de artistieke leiding hadden.
Van Norden overleed in 2011, op 95-jarige leeftijd.

## Enkele werken
- 1946 ontwerp herdenkingsraam Gouda. De opdracht voor het uiteindelijke raam ging naar Charles Eyck.
- 1951 ontwerp glas-in-loodramen voor de aula van de begraafplaats IJsselhof in Gouda, uitgevoerd door atelier Bogtman.
- 1956 wandschildering met keramiek in drie delen voor gemaal Wortman, Lelystad
- jaren 60 Oudekerksplein, olieverf op doek, collectie Amsterdam Museum
- 1961-1963 wandtapijt voor het stadhuis van Ameide, in samenwerking met weverij Edmond de Cneudt
- 1979 Lobella of alleen de kunst kan ons redden, met eigen illustraties. Gedrukt in een oplage van 500 exemplaren bij Maatschappij de Handpers in Amsterdam.
- 1988 De miskende kunstenaar, penseel in waterverf, collectie Rijksmuseum Amsterdam

- Digitale Bibliotheek voor de Nederlandse Letteren: nord017
- Gemeinsame Normdatei: 131831666
- International Standard Name Identifier: 0000 0000 2810 0944
- Library of Congress Control Number: n86044976
- Nederlandse Thesaurus van Auteursnamen: 069734682
- RKD-Nederlands Instituut voor Kunstgeschiedenis: 59938
- Museum of New Zealand Te Papa Tongarewa: 1703
- Virtual International Authority File: 8862435
- WorldCat: E39PBJpymxhym7TJtWtfmqTyh3